# Hłyboka-Bukowynśka
Hłyboka-Bukowynśka (ukr. Глибока-Буковинська, rum. Adâncata, ros. Глубокая-Буковинская) – węzłowa stacja kolejowa w miejscowości Hliboka, w rejonie czerniowieckim, w obwodzie czerniowieckim, na Ukrainie. Węzeł linii Czerniowce – Suczawa ze ślepą linią do Berhometu i Czudeja.
Stacja powstała w XIX w., w czasach austro-węgierskich, na drodze żelaznej lwowsko-czerniowiecko-suczawskiej, pomiędzy stacjami Kuczurmare i Czerepkoutz-Sereth.